# Ceruză
Ceruza sau plumbul alb este denumirea dată carbonatului bazic de plumb  cu formula chimică 2PbCO3·Pb(OH)2.  Este o sare complexă, conținând atât ioni carbonat, cât și ioni hidroxid. Plumbul alb apare în mod natural ca mineral, context în care este cunoscut sub numele de hidroceruzit, fiind astfel forma hidratată a ceruzitului. Acesta a fost folosit în trecut ca ingredient pentru vopseaua cu plumb și pentru produse cosmetice (ceruza venețiană), datorită opacității sale și a luciului adamantin-satinat și neted pe care îl făcea cu uleiurile sicative. Cu toate acestea, compusul putea provoca intoxicații cu plumb, iar utilizarea sa a fost interzisă în majoritatea țărilor.